# Paweł Kazanecki
Paweł Leszek Kazanecki – polski politolog i działacz na rzecz praw człowieka, były prezes Stowarzyszenia Wschodnioeuropejskie Centrum Demokratyczne.

## Życiorys
W latach 1987–1992 działał w „Towarzystwie Pomost” na rzecz nawiązania kontaktów z niezależnymi środowiskami społecznymi na Litwie, Białorusi i Ukrainie oraz popularyzacji kultury i historii tych krajów w Polsce. W 1987 roku został członkiem nielegalnego Niezależnego Zrzeszenia Studentów na Uniwersytecie Warszawskim. Zajmował się kolportażem literatury podziemnej. Współpracował ze studenckimi gazetami Grizzly i Promieniści oraz redakcją podziemnego czasopisma Międzymorze, zajmującego się problemami Europy Wschodniej. Uczestniczył w strajku na Uniwersytecie Warszawskim w 1988 roku oraz w wielu demonstracjach w tym okresie. Od 1987 roku związany z podziemną Polską Partią Socjalistyczną, a następnie od 1989 r. po jej rozłamie z Polską Partią Socjalistyczną – Rewolucja Demokratyczna. W tymże roku aresztowany na podziemnym zebraniu PPS-RD. W 1991 roku zrezygnował z członkostwa. Współpracował też ze środowiskiem Liberalno-Demokratycznej Partii „Niepodległość”. Wchodził też do redakcji czasopisma „Dialog-Dialoh” w latach 1990–1994.
W latach 1990–1993 koordynował projekty w Fundacji Wschodnioeuropejskie Centrum Demokratyczne, założonej przez Niezależne Zrzeszenie Studentów. Organizował wsparcie dla młodzieżowych niezależnych środowisk na Białorusi i Ukrainie. Stąd też swoją profesjonalną działalność związał dalej z rozwojem organizacji pozarządowych na Białorusi i Ukrainie i koordynacją projektów w Instytucie na rzecz Demokracji w Europie Wschodniej – IDEE. W latach 1994–1997 wspierał założenie takich organizacji jak Białoruskie Stowarzyszenie Dziennikarzy (BAŻ), Białoruskiego Komitetu Helsińskiego, Organizacji Obrony Praw Człowieka Viesna, Centrum Supolność, czy Asamblei Białoruskich Organizacji Pozarządowych. Zajmował się też rozwojem prasy niezależnej na Białorusi, a także stworzeniem środowiska wydawców niezależnych w tym kraju. 
Działał na rzecz zjednoczenia środowisk niezależnych wokół wyborów prezydenckich na Białorusi w 2001 i 2006 roku.
Na początku lat 90. pracował przez krótki czas w polskim Ministerstwie Kultury, gdzie zajmował się dotacjami dla organizacji białoruskiej mniejszości narodowej w Polsce. W 1991 roku rozpoczął działalność w Fundacji Instytut na rzecz Demokracji w Europie Wschodniej (IDEE), gdzie koordynował program białoruski. Współpracował z organizacjami pozarządowymi i mediami na Białorusi. Fundacja IDEE finansowana była z budżetu Stanów Zjednoczonych i wspierała m.in. polską prasę lokalną poprzez organizację szkoleń, warsztatów i konferencji, była też wydawcą czterotomowego poradnika dla dziennikarzy gazet lokalnych. IDEE przeprowadziła kilka konkursów, w których sukcesy odnosiły czasopisma mniejszości białoruskiej. Jedną z głównych nagród otrzymał miesięcznik „Wiadomości Gródeckie – Haradockija Nawiny”, wyróżnienie dostał również „Czasopis”.
W 2001 roku Paweł Kazanecki opuścił IDEE i został prezesem Stowarzyszenia Wschodnioeuropejskie Centrum Demokratyczne (ang. East European Democratic Centre, EEDC), którego działalność koncentrowała się na Białorusi i innych krajach Wspólnoty Niepodległych Państw: Ukrainie, Rosji, Mołdawii, Kirgistanie i Tadżykistanie. Stowarzyszenie finansowane było głównie ze środków państw Zachodu, funduszy Unii Europejskiej i polskiego Ministerstwa Spraw Zagranicznych. Na początku lat 2000. EEDC wspierało finansowo kilkanaście niezależnych gazet w różnych miastach Białorusi. W wyniku represji ze strony władz białoruskich gazety te w późniejszym czasie zostały zamknięte lub przeniosły się do Internetu. Stowarzyszenie przekazywało także środki na rzecz budowy społeczeństwa obywatelskiego oraz na wsparcie białoruskiej opozycji. Paweł Kazanecki osobiście mocno angażował się w te działania. Kupił nawet domek na białoruskiej wsi.
Od 2002 roku zajmował się wsparciem organizacji młodzieżowych na Ukrainie, w wyniku czego powstała sieć Lokalnych Inicjatyw Ukrainy, działająca do dzisiaj. W 2004 roku był długoterminowym obserwatorem na wyborach prezydenckich. Zajmował się też wsparciem niezależnej prasy regionalnej na Ukrainie, współpracując z Asocjacją Prasy Regionalnej Ukrainy. W latach 2006-2012 koordynował i konsultował projekty zarówno dla organizacji pozarządowych jak i mediów niezależnych na Białorusi i Ukrainie. W 2003 roku wraz z Joanną Rogozińską zainicjował koordynację organizacji międzynarodowych, realizujących projekty na Białorusi (Belarusian International Implementers Meetings), i wspólnie je koordynował do 2012 roku. W latach 1998–2008 uczestniczył w spotkaniach World Movements for Democracy. Od 2018 roku powrócił do Zarządu Wschodnioeuropejskiego Centrum Demokratycznego. Występuje w mediach jako ekspert ds. Białorusi i Ukrainy.
Publikował na łamach tygodnika „Polityka” artykuły na temat Białorusi i białoruskiego trzeciego sektora. W 2018 roku był członkiem Zarządu EEDC.

### Deportacje
Paweł Kazanecki został uznany za persona non grata i nie był wpuszczany na terytorium Białorusi, Rosji i Kirgistanu. W 2001 roku został deportowany z Białorusi i od tego czasu ma zakaz wjazdu do tego kraju. W styczniu tego samego roku został zatrzymany na moskiewskim lotnisku Szeremietiewo i deportowany do Pragi. Prawdopodobną przyczyną deportacji była jego działalność związana z Białorusią i białorusko-rosyjska umowa w zakresie zakazów wjazdu. 15 września 2004 roku, podczas swojej pierwszej podróży do Kirgistanu, Kazanecki został zatrzymany na lotnisku w Biszkeku, po czym zawrócony samolotem do Moskwy, a stamtąd do Kijowa. Był to jeden z pierwszych znanych przypadków wskazujących na współpracę służb bezpieczeństwa Kirgistanu, Białorusi i Rosji w zakresie zakazu wjazdu przedstawicieli organizacji pozarządowych. Incydent spotkał się z zaskoczeniem polskiego Ministerstwa Spraw Zagranicznych. Został także potępiony przez kirgizką organizację na rzecz praw człowieka – Koalicję na rzecz Demokracji i Społeczeństwa Obywatelskiego.

## Odznaczenia
- Krzyż Kawalerski Orderu Odrodzenia Polski – 2014[8][3]
- Medal "Za owocną pracę na rzecz Białorusi" – Zjednoczony Gabinet Przejściowy Białorusi, 2025[9]

## Niektóre publikacje
- Krym nasz! – I co dalej po trzech latach - czasopismo „Więź” - 2017
- Trzeci sector na Białorusi. Ludzie, społeczeństwo, idee – 2007 Wschodnioeuropejskie Centrum Demokratyczne.
- Białoruś – Polska a Wymiar Wschodni Unii Europejskiej. – Centrum Studiów Międzynarodowych Warszawa 2002
- Zapomniany Sąsiad. Białoruś a rozszerzenie Unii Europejskiej. Stefan Barody Foundation. 2001
- Trzeci sector na Białorusi - Instytut na rzecz Demokracji w Europie Wschodniej IDEE, 1999, publikowany w wersji angielskiej, polskiej I białoruskiej.
- Białoruska mniejszość narodowa w „Mniejszości Narodowe w Polsce, praktyka po 1989r. – Wydawcnictwa Sejmowe 1998r.
- Chcesz być posłem, będziesz bankrutem – czyli demokracja lokalna po białorusku – Nasha Niva, 1997
- Przegląd Partii politycznych na Białorusi – czasopismo “Obóz” 1992

## Działalność wydawnicza
2008 – Atlas Historyczny Białorusi – tom 1 
2007 – Społeczeństwo Białoruskie – 2007, Nadzieje, iluzje, perspektywy – 2007 r. Warszawa
2006 – Polsko-białoruski I białorusko-polski ilustrowany słownik dla dzieci, Medisont, Mińsk 
2002 – Białoruś: trzeci sektor, społeczeństwo, kultura, język. Wschodnioeuropejskie Centrum Demokratyczne. 
1999 – Białoruś trzeci sektor – Fundacja Idee 
1992- 1996 prowadzenie wydawnictwa książkowego „Arbor” na Białorusi 
1993 – Michael Lacko S.J. Przymusowa likwidacja Unii Użhorodzkiej – Towarzystwo Pomost
1990-91 – Słownik Polsko-ukraiński I ukraińsko-polski – Towarzystwo Pomost

## Krytyka
W 2006 roku białoruska rządowa gazeta „Biełaruś Siegodnia” skrytykowała działalność Kazaneckiego, oskarżając go o organizowanie antypaństwowych manifestacji w Mińsku.